# Роберт Брат
Роберт Андре Жюль Брат (фр. Robert André Jules Braet, 11 лютого 1912, Брюгге — 23 лютого 1987, там само) — бельгійський футболіст, що грав на позиції воротаря за клуб «Серкль», а також національну збірну Бельгії.
Чемпіон Бельгії. 

## Клубна кар'єра
У футболі дебютував 1929 року виступами за команду «Серкль», в якій провів десять сезонів, взявши участь у 242 матчах чемпіонату. Більшість часу, проведеного у складі «Серкля», був основним голкіпером команди. За цей час виборов титул чемпіона Бельгії.
1941 року повернувся до клубу «Серкль», за який відіграв 7 сезонів. Завершив професійну кар'єру футболіста виступами за команду «Серкль» у 1948 році.
| Дата       | Місто     | Господарі  | Результат | Гості      | Турнір           | Голи | Примітки |
| ---------- | --------- | ---------- | --------- | ---------- | ---------------- | ---- | -------- |
| 11.10.1931 | Брюссель  | Бельгія    | 2 – 1     | Польща     | товариський матч | -1   |          |
| 11.12.1932 | Брюссель  | Бельгія    | 1 – 6     | Австрія    | товариський матч | -6   |          |
| 12.02.1933 | Брюссель  | Бельгія    | 2 – 3     | Італія     | товариський матч | -3   |          |
| 26.03.1933 | Коломб    | Франція    | 3 – 0     | Бельгія    | товариський матч | -    | 82'      |
| 07.05.1933 | Амстердам | Нідерланди | 1 – 2     | Бельгія    | товариський матч | -1   |          |
| 04.06.1933 | Варшава   | Польща     | 0 – 1     | Бельгія    | товариський матч | -    |          |
| 11.06.1933 | Відень    | Австрія    | 4 – 1     | Бельгія    | товариський матч | -4   |          |
| 22.10.1933 | Дуйсбург  | Німеччина  | 8 – 1     | Бельгія    | товариський матч | -8   |          |
| 16.02.1936 | Брюссель  | Бельгія    | 0 – 2     | Польща     | товариський матч | -2   |          |
| 08.03.1936 | Коломб    | Франція    | 3 – 0     | Бельгія    | товариський матч | -3   |          |
| 21.02.1937 | Брюссель  | Бельгія    | 3 – 1     | Франція    | товариський матч | -1   |          |
| 04.04.1937 | Антверпен | Бельгія    | 2 – 1     | Нідерланди | товариський матч | -1   |          |
| 18.04.1937 | Брюссель  | Бельгія    | 1 – 2     | Швейцарія  | товариський матч | -2   |          |
| 27.02.1938 | Роттердам | Нідерланди | 7 – 2     | Бельгія    | товариський матч | -7   |          |
| Усього     |           | Матчів     | 14        |            | Голів            | -39  |          |

## Поза полем
З 1967 по 1970 рр. Брат був президентом «Серкля». Помер 23 лютого 1987 року на 76-му році життя у місті Брюгге.

## Титули і досягнення
- Чемпіон Бельгії (1):

«Серкль»: 1929-1930